# Jan Ludvík Isolani
Jan Ludvík Hektor Isolani, též Isolano (1586, Gorizia – březen 1640, Vídeň) byl císařský generál chorvatské lehké jízdy za třicetileté války.

## Původ
Jeho rodina pocházela z Kypru. Nejpozději v roce 1603 se účastnil bojů proti Turkům v Chorvatsku. Po vypuknutí třicetileté války sloužil pod Albrechtem z Valdštejna, vyznamenal se zejména jako vůdce chorvatské lehké jízdy (např. v bitvě u Lützenu).
Po Valdštejnově smrti byl 6. května 1634 povýšen patentem do hraběcího stavu a ze zabaveného vévodova majetku roku 1636 získal panství Český Dub s hradem Frýdštejn.

## Rodina
Nezanechal po sobě žádného mužského potomka, jeho dědičkami se staly dcery Anna Marie († 14. května 1648) a Regina († 1658), přičemž Regina vstoupila roku 1653 do vídeňského kláštera sv. Jakuba, kterému přinesla veškerý zděděný majetek.